# Margaret Molesworth

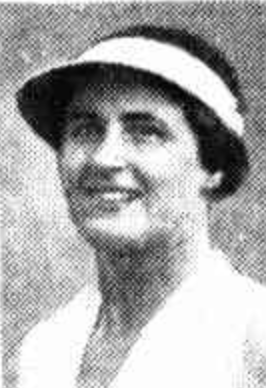
Margaret Molesworth, 1941

Margaret "Mall" Molesworth, född 1894 Queensland, Australien, död 9 juli 1985, var en australisk tennisspelare.
Margaret Molesworth är känd som den första segraren i damsingel i Grand Slam-turneringen  Australasiatiska mästerskapen. Tävlingen spelades på den tiden på gräsbanorna på Warehousemen's Cricket Club i Albert Park i Melbourne. I finalen besegrade hon landsmaninnan Esna Boyd med setsiffrorna 6-3, 10-8. Molesworth vann singeltiteln också året därpå, även denna gång efter seger över Esna Boyd (6-1, 7-5).
År 1934 spelade Molesworth åter final i mästerskapen som 1927 bytt namn till Australiska mästerskapen och flyttat till gräsbanorna i Kooyong i utkanten av Melbourne. Denna gång förlorade hon mot Joan Hartigan som vann med 6-1, 6-4. 
Molesworth var också framgångsrik som dubbelspelare och vann tre gånger dubbeltiteln i Australiska mästerskapen. Alla tre gånger (1930, 1933, 1934) vann hon titeln tillsammans med Emily Hood Westacott.

## Grand Slam-titlar
- Australiska mästerskapen
  - Singel - 1922, 1923
  - Dubbel - 1930, 1933, 1934